# Ponterwyd

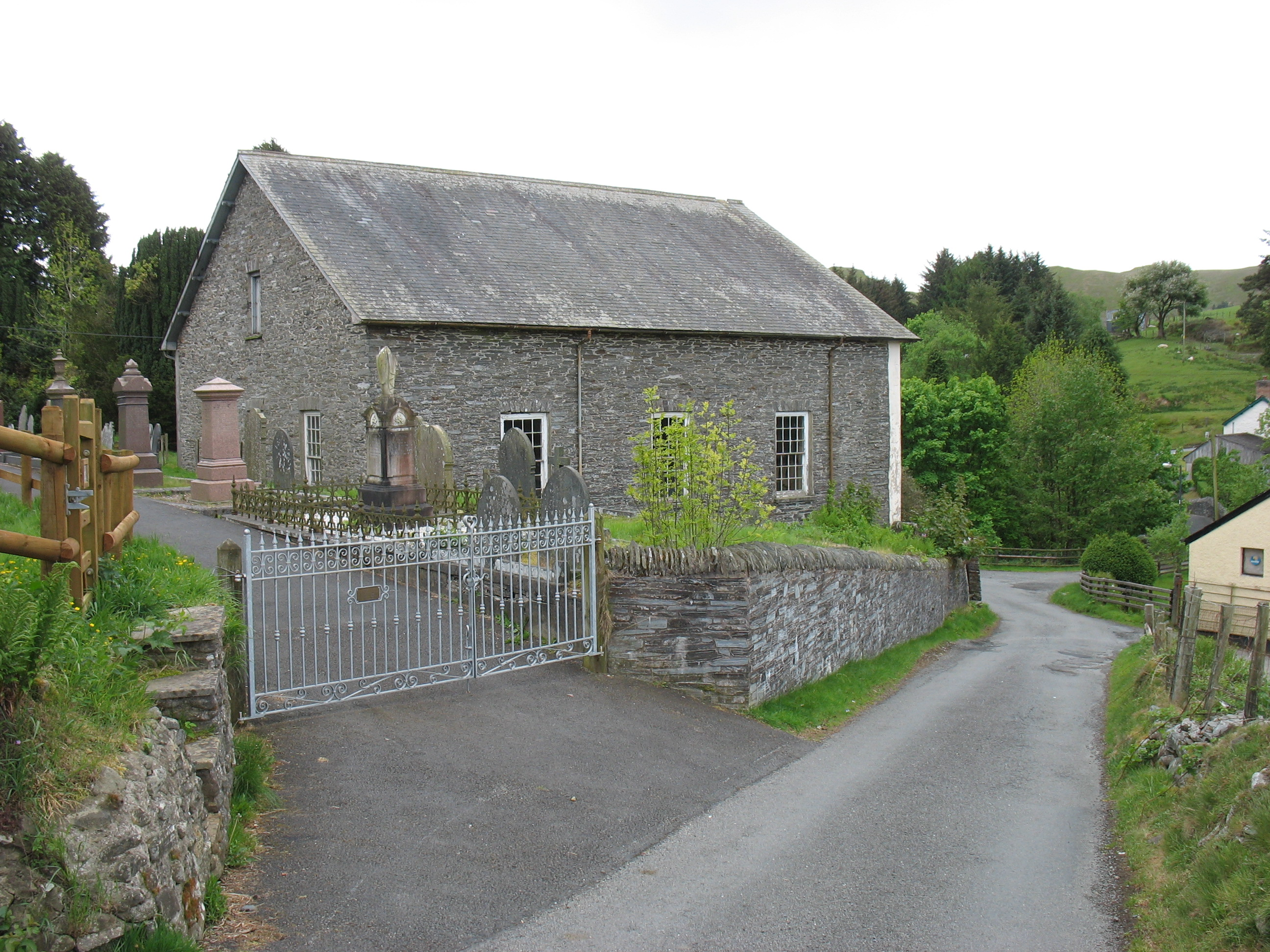
Antiga capella, Ponterwyd

Ponterwyd és un poble del comtat de Ceredigion, a les Muntanyes Cambrianes, a una vintena de km d'Aberystwyth seguint l'estrada A44. La rica història de Ponterwyd és ben visible per tot el municipi. Al bell mig del poble s'hi pot trobar el 'Hen Bont' ("Pont Vell", en gal·lès), un pont del segle xviii, adjacent a la capella georgiana. Els edificis de Ponterwyd tenen dates molt diferents, que van des del període georgià fins a les últimes dècades del segle xx, on es construïren un grup de bungalows amb el nom de 'Penlon'.